# Kohumono jezik
Kohumono jezik (bahumono, ediba, ekumuru, humono, ohumono; ISO 639-3: bcs), nigersko-kongoanski jezik skupine cross river, kojim goivori oko 30 000 ljudi (1989) u nigerijskoj državi Cross River.
Nejvažniji je jezik istoimene podskupine kohumono, kojoj još pripadaju agwagwune [yay] i umon [umm], asvi iz Nigerije.

## Vanjske poveznice
- Ethnologue (14th)
- Ethnologue (15th)